# خانواده گسترده

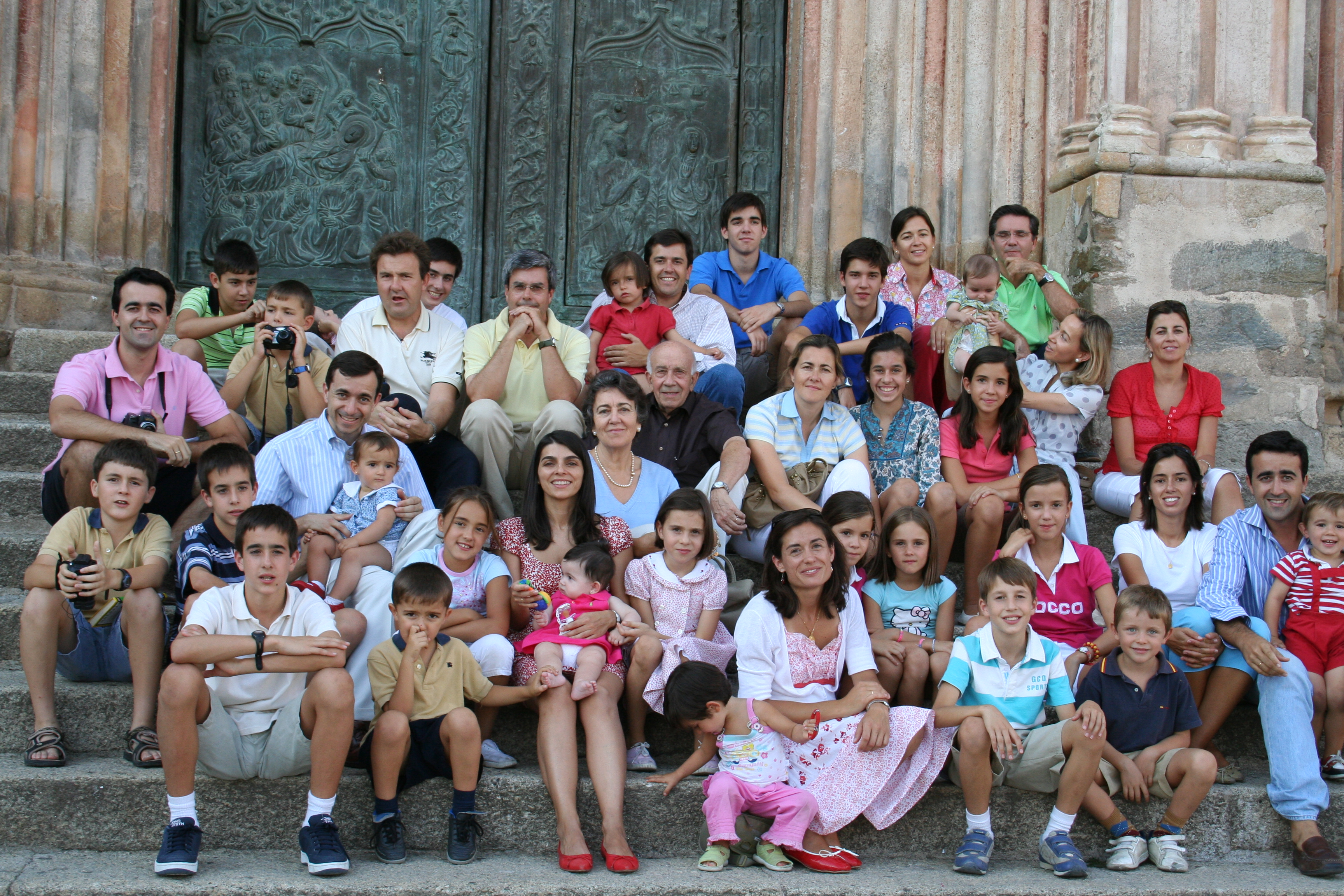
یک خانواده گسترده در اسپانیا

خانواده گسترده خانواده‌ای است که اعضای آن بیش از دو نسل از افراد را در بر می‌گیرند.
خانواده گسترده خانواده‌ای است که بسیار فراتر از خانواده هسته‌ای والدین و فرزندانشان است و شامل خاله‌ها، دایی‌ها، مادربزرگ‌ها، مادربزرگ‌ها، پسرعموها یا سایر اقوام می‌شود که همگی در نزدیکی یا در یک خانواده زندگی می‌کنند. اشکال خاص شامل خانواده ساقه و مشترک است.